# 德克薩斯 (喬治亞州)
德克薩斯（英語：Texas）是位於美國喬治亞州赫德縣的一個非建制地區。該地的面積和人口皆未知。

## 地理
德克薩斯的座標為33°14′27″N 85°11′56″W / 33.24083°N 85.19889°W，而該地的平均海拔高度為285米（即935英尺）。